# 마샤 빅커스

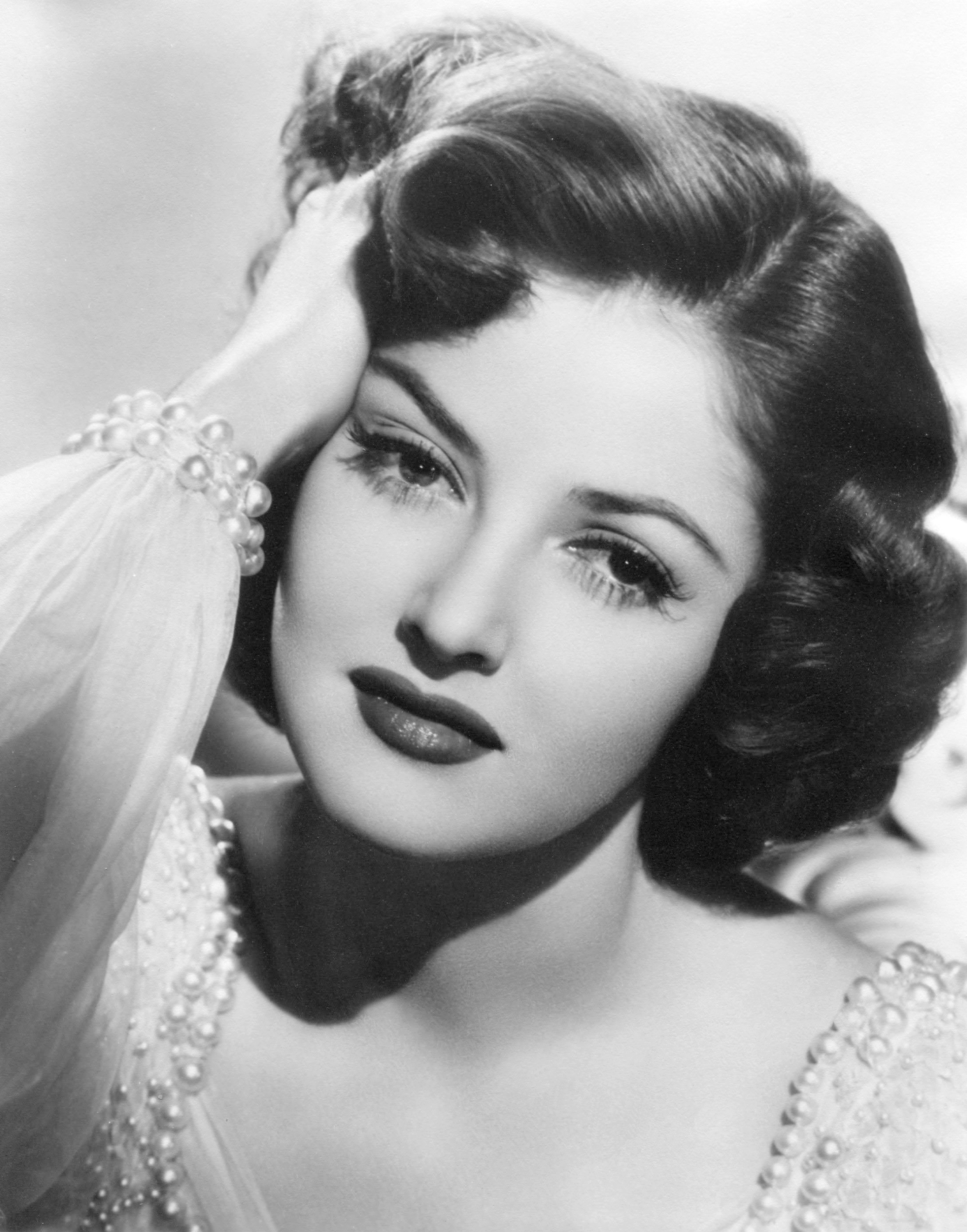

마샤 빅커스(Martha Vickers, 1925년 5월 28일 ~ 1971년 11월 2일)는 미국의 배우, 텔레비전 배우, 모델, 영화배우이다.
앤아버에서 태어났으며 할리우드에서 사망하였다. 사인은 식도암이다.

## 영화
- 더 맨 아이 러브 (1947년)
- 시간 장소 그리고 여자 (1946년)
- 명탐정 필립 (1946년)
- 미이라의 유령 (1944년)
- 프랑켄슈타인 늑대인간 만나다 (1943년)